# Плятер, Август Иероним Гиацинт
Август Иероним Гиацинт Плятер (1750—1803) — граф, младший сын Константина Людвига Плятера, унаследовавший от него в 1778 году дворец в Краславе

## Семья и дети
Жена Теофилла Станиславовна (рожд. Ржевуской) (1761—1800). Сын Адам Степанович Плятер.

## Управление в Краславе
В 1782 году императрица Екатерина II продаёт большое количество государственных крестьян, и графу Августу Плятеру в аренду было передано 3062 крестьянских двора. На протяжении многих десятилетий арендатор жестоко эксплуатировал «своих» крестьян. Среди крестьян были волнения, но Плятер обратившись за помощью к губернатору получил армейский полк для их усмирения. В 1797 году в качестве представителя Полоцкой губернии участвовал в церемонии коронации императора Павла I в Петербурге.
В 1789 году было построено каменное здание для больницы, которая стала первой в Латгалии.